# Yoann Djidonou
Yoann Djidonou (ur. 17 maja 1986 w Domont) – beniński piłkarz grający na pozycji bramkarza.

## Kariera klubowa
Djidonou urodził się we Francji i tam też rozpoczął karierę piłkarską w klubie Racing Club de France. W latach 2004–2005 rozegrał w jego barwach trzy spotkania w trzeciej lidze francuskiej, a następnie odszedł do innego trzecioligowca, Entente SSG z miasta Saint-Gratien. Po roku ponownie zmienił klub i trafił do czwartoligowego Red Star 93. Przez 3 lata był pierwszym bramkarzem tego klubu, a w 2009 roku odszedł do innego zespołu z czwartej ligi Francji, FC Libourne-Saint-Seurin. Jego barwy reprezentował przez rok.
W 2010 roku Djidonou wrócił do Racing Club de France, grającego teraz w piątej lidze. Po roku spędzonym w tym klubie, przeniósł się do czwartoligowego FC Mulhouse.
| Sezon   | Klub                     | Kraj    | Rozgrywki            | Mecze | Bramki |
| ------- | ------------------------ | ------- | -------------------- | ----- | ------ |
| 2004/05 | Racing Club de France    | Francja | Championnat National | 3     | 0      |
| 2005/06 | L'Entente SSG            | Francja | Championnat National | ?     | 0      |
| 2006/07 | Red Star 93              | Francja | CFA                  | 32    | 0      |
| 2007/08 | Red Star 93              | Francja | CFA                  | 30    | 0      |
| 2008/09 | Red Star 93              | Francja | CFA                  | 20    | 0      |
| 2009/10 | FC Libourne-Saint-Seurin | Francja | CFA                  | 26    | 0      |
| 2010/11 | Racing Club de France    | Francja | CFA 2                | 4     | 0      |
| 2011/12 | FC Mulhouse              | Francja | CFA                  | 31    | 0      |

## Kariera reprezentacyjna
W reprezentacji Beninu Djidonou zadebiutował w 2007 roku. W 2008 roku został powołany do kadry na Puchar Narodów Afryki 2008. Tam był rezerwowym dla Rachada Chitou i nie rozegrał żadnego spotkania. Z kolei w Pucharze Narodów Afryki 2010 był pierwszym bramkarzem i wystąpił w 3 meczach: z Mozambikiem (2:2), Nigerią (0:1) i z Egiptem (0:2).